# O Pereiro de Aguiar
O Pereiro de Aguiar település Spanyolországban, Ourense tartományban. O Pereiro de Aguiar Ourense, Coles, A Peroxa, Nogueira de Ramuín, Esgos, Paderne de Allariz és San Cibrao das Viñas községekkel határos. Lakosainak száma 6731 fő (2024).

## Népesség
A település népessége az elmúlt években az alábbi módon változott:
| Lakosok száma | 5120 | 5391 | 5934 | 6135 | 6306 | 6350 | 6228 | 6275 | 6609 | 6731 |
|               | 2001 | 2004 | 2007 | 2009 | 2012 | 2014 | 2017 | 2019 | 2022 | 2024 |